# Induration (biologie)
Pour les articles homonymes, voir Induration.
L'induration (latin : induratio) est le durcissement anormal d'un tissu biologique. Un tissu souffrant de cette affection est dit induré.
Ce durcissement peut s'observer dans le cas d'inflammation aigüe ou de la cicatrisation de lésions. Il peut également être la conséquence d'une tumeur maligne.